# Severino Rigoni
Severino Benedetto Rigoni (* 3. Oktober 1914 in Gallio; † 14. Dezember 1992 in Padua) war ein italienischer Radsportler und Radsporttrainer.

## Sportliche Laufbahn
1935 hatte Severino Rigoni seinen ersten großen Erfolg, als er italienischer Meister im Sprint der Amateure wurde. Im Jahr darauf startete er bei den Olympischen Spielen in der Mannschaftsverfolgung und errang mit Bianco Bianchi, Mario Gentili und Armando Latini Silber. In diesem Jahr wurde er Vater eines Sohnes, der den Namen Olimpio erhielt.
Anschließend wurde Rigoni Profi und stand in den folgenden Jahren bis 1945 mehrfach bei italienischen Sprint-Meisterschaften auf dem Podium, konnte aber keinen weiteren Meistertitel gewinnen.
Ab 1949 – inzwischen war Rigoni 35 Jahre alt – startete er bei insgesamt 35 Sechstagerennen. Bei 21 Rennen fuhr er gemeinsam mit Ferdinando Terruzzi.  1949 gewannen die beiden Fahrer gemeinsam die Sechstagerennen von Berlin und von New York. In Berlin spielte er sich selbst in dem Sechstage-Film Um eine Nasenlänge. Zweimal gewann er das Sechstagerennen von Münster. Mit Bruno Sivilotti entschied er 1956 das Sechstagerennen von Rio de Janeiro und 1957 das Sechstagerennen von São Paulo  für sich. Anschließend beendete er im Alter von 42 Jahren seine aktive Radsportlaufbahn.

## Nach dem Sport
Silvio Rigoni blieb nach dem Ende seiner Laufbahn dem Radsport verbunden, so als Trainer bei der Società Ciclisti Padovani im Velodromo Giovanni Monti, wo er unter anderen den späteren Olympiasieger Silvio Martinello betreute. Sein Sohn Olimpio führte das Radsportengagment der Familie später weiter.

## Erfolge
1935
- Italienischer Amateur-Meister – Sprint

1936
- Olympische Spiele – Mannschaftsverfolgung (mit Bianco Bianchi, Mario Gentili und Armando Latini)

1949
- Sechstagerennen Berlin (mit Ferdinando Terruzzi)
- Sechstagerennen New York (mit Ferdinando Terruzzi)

1956
- Sechstagerennen Rio de Janeiro (mit Bruno Sivilotti)

1957
- Sechstagerennen São Paulo (mit Bruno Sivilotti)